# 圣庇护十世司铎兄弟会
圣庇护十世司铎兄弟会（拉丁語：Fraternitas Sacerdotalis Sancti Pii X）创立于1970年，是一个国际性的天主教传统主义团体。该团体的英文名称为Society of St. Pius X，常以此缩写为SSPX。
该团体是由天主教会中不滿梵蒂冈第二次大公会议（1962年–1965年）的神職人員組成的，创办人马歇尔·勒菲弗当时是罗马天主教会的一位法籍总主教。由于对梵蒂冈第二次大公会议的立场与主流天主教会不同，该团体与主流天主教会存在神学争议。該團體也以脫利騰彌撒的強烈擁護者聞名，因此對於梵二會議的禮儀改革以及對於現代社會、猶太社群等議題的態度所做的開放立場有所不滿。1988年6月30日，马歇尔·勒菲弗总主教在未经教宗批准的情况下，祝圣四位司铎为主教。次日，教廷宣布马歇尔·勒菲弗总主教与四位新主教陷入自科绝罚的境地，直到2009年梵蒂冈教廷宣布撤销绝罚。

## 歷史

### 背景
聖庇護十世兄弟會就如同當時的大多數天主教傳統主義運動團體一樣，是因為反對第二次梵蒂岡大公會議所帶來的改變而聚集起來的。其創始者馬歇爾·勒菲弗是一位法籍的總主教，在他退休前他花上許多光陰在服務非洲的天主教教會上，他先是擔任了達喀爾總教區的總主教，之後則在1962年至1968年間以專在非洲傳教的聖神會（Congregation of the Holy Spirit）的總會長身分服務多年。在1968年，梵二結束後三年，他因為反對梵二的影響選擇退休來到羅馬的修院，卻從在羅馬深造的法籍修生那邊聽到他們因為堅持傳統而被支持梵二改革的教會高層們排擠的狀況。本身也反對梵二的影響的他最後將這些修生們帶到了瑞士的弗里堡大學以完成他們的修業。

### 兄弟會成立
1970年勒菲弗總主教向洛桑、日內瓦暨弗里堡教區法蘭索瓦·夏禮耶主教（François Charrière）申請在他所管轄的教區建立一個司鐸會，並在11月獲得同意的答覆。這個司鐸會就是聖庇護十世兄弟會。在獲得瑞士的信徒團體的捐贈下，他們買下了伊康倪（Ecône）的教會地產成立了最初的神學院。
在慣例上司鐸會若要獲得獨立於教區體系的自主權，必須再獲得教廷的認可。在此之前該司鐸會僅是洛桑、日內瓦暨弗里堡教區內的善會團體。為了加速認證的過程，勒菲弗總主教尋求了幾個教廷部門主管的幫助，並獲得了聖職部部長若望·若瑟·懷特樞機的正面回應。懷特樞機在1971年2月18日寄了封鼓勵的信函給勒菲弗總主教，並期待見到這個團體對於全球司鐸的貢獻。在此同時，庇護十世兄弟會也遭受許多教會成員，尤其是與其創辦者同鄉的法國主教們的不待見。尤其是當時的梵蒂岡國務樞機卿讓-瑪莉·維若特（Jean-Marie Villot）。1971年11月法國主教團甚至公開表示不歡迎跟隨勒菲弗的司鐸出現在他們的教區。
梵蒂岡方面對兄弟會的審查在1974年開始，在1974年11月11日，兩位比利時籍的神父被派去伊康倪擔任特使和視察者，據聖庇護十世兄弟會的說法，這二位特使談及了一些過於急進的改變，如會開放司鐸的婚姻等。對其所言的擔憂導致勒菲弗總主教在稍後的，1974年11月21日，寫下一篇措辭強烈的宣言。其中批判教會的改革風潮，認為現代主義已經滲入教會之中，造成了對整個教會的破壞。這篇宣言對聖庇護十世兄弟會與教廷間造成極大的不愉快。

### 關係惡化
而在1975年時情勢產生了變化，由於勒菲弗總主教所做的宣言，導致洛桑、日內瓦暨弗里堡教區的時任主教皮埃爾·瑪米（Pierre Mamie）的注意，1975年5月6日在徵詢修會部部長指示後，瑪米主教決定通知勒菲弗總主教必須撤銷聖庇護十世兄弟會的教區善會團體的資格。同時，勒菲弗總主教也收到專為審查庇護十世兄弟會而組成的樞機委員會的回應，告知該組織無法通過審查成為宗座認可的組織，並且同時為瑪米主教的撤銷通知做了背書。勒菲弗總主教對此撤銷令提出上訴，但是弗里堡教區以及羅馬教廷並未作任何回應。
然而，雖然遭到撤銷，但是庇護十世兄弟會卻沒有停止其活動。對於這點教宗保祿六世在1976年5月24日揀選新樞機的御前會議的文告中針對勒菲弗總主教以及其支持者進行了勸說。對此勒菲弗總主教的回應是在6月任命了這段期間在伊康倪神學院受訓的修生們為從屬理因不存在的聖庇護十世司鐸兄弟會的司鐸，因為根據教會法，上訴未解決之前， 撤銷令於法無效，所以而這並非違反教會法。接著就在6月25日時任教廷副國務卿喬瓦尼·貝內利總主教致函轉達教宗的對於此舉將招致的處罰的警告。然而勒菲弗總主教的反應就是在29日再度任命司鐸。
於是在1976年7月1日教廷宣告勒菲弗總主教被停權一年不得任命新司鐸。1976年7月11日，主教部部長塞巴斯汀諾·巴喬樞機（Sebastiano Baggio）致函警告勒菲弗應對其所進行的叛逆行為表示歉意。否則會有更進一步的處罰。然則勒菲弗總主教卻致函給保祿六世說他在6月29日的行為是合法的，且拒絕服從要求他關閉伊康倪神學院的要求。最後在7月22日，主教部發布了對勒菲弗總主教無限期的限制所有主教職權的懲處。

### 私自祝聖事件
聖庇護十世司鐸兄弟會與教廷的關係惡化的最大轉折點乃是1988年於伊康倪神學院舉行的主教祝聖儀式。在這個庇護十世兄弟會的誕生地，勒菲弗總主教與巴西的坎普斯教區榮休主教安東尼·德·卡斯特·羅梅耶在未受若望保祿二世同意的情況下，一起祝聖了四位從屬於兄弟會的司鐸為主教。
早於1983年勒菲弗總主教就曾經提及過祝聖主教的想法。而到了1987年，勒菲耶總主教已經高齡81歲了，因而尋找繼任人成為一個迫切的問題。若是少了主教，那就無法任命新的兄弟會司鐸。1987年6月，勒菲弗總主教宣布說他打算祝聖新的主教以作為他的繼承者。他同時暗示，不論教廷是否批准他都打算完成此事。雖然如此教廷方面對於庇護十世兄弟會依然抱持一定的懷柔態度，1988年5月5日信理部部長拉辛格樞機與勒菲弗總主教簽署了一份聲明，表示庇護十世兄弟會願意接受梵二的決議，以做為換取推動脫利騰彌撒的權益。而聖庇護十世司鐸兄弟會也能轉型為神職人員的使徒性團體。協議甚至提出由教宗任命一位勒菲弗所提出的候選人為主教，以及成立一個專為解決兄弟會與教廷間的可能衝突的委員會，並由新任命的主教擔任當然成員。
但是在5月24日，勒菲弗總主教卻推翻了協議。在他寫給拉辛格樞機的信中，他說明協議並不符合兄弟會的要求。如任命至少三位主教，要讓更多支持傳統的人士加入該委員會。並表示如果沒有更多的回應，他將保持原先於6月30日自行任命主教的計畫。在此之後教廷與兄弟會的協調開始走向破裂的方向。
1988年6月17日教廷主教部部長貝爾納德·甘汀樞機發布了正式公文，若是勒菲弗依然堅持在沒有獲得教宗同意的情況下祝聖主教。那麼基於教會法典的規範他將受到立即的自科絕罰。這是教廷首度提出絕罰的警告。雖然如此最後在1988年6月30日勒菲弗總主教與安東尼·德·卡斯特·羅梅耶主教還是一起祝聖了四位司鐸貝爾納·費拉伊、貝爾納·蒂西耶·德·梅爾里拉斯、理查德·威廉森以及阿方索·加拉雷塔為主教。
翌日7月1日甘汀樞機以主教部的角色發表了聲明，表示勒菲弗、卡斯特·羅梅耶，以及那四個接受這非法祝聖的新主教「已經在既成事實上遭受了立即性的自科絕罰」。 1988年7月2日，教宗若望保祿二世簽署了自動敕書《天主的教會》(Ecclesia Dei)，正式宣告這次的絕罰，並且指責這次的私自祝聖的嚴重性，其所顯示的是對合一的教會之羅馬宗座的輕視以及對其的否定，從而形成了一起分裂行為。不過也對聖庇護十世兄弟會伸出友誼之手，經由該牧函成立了「天主的教會」宗座委員會來專責推動與兄弟會的和好。
就在此事件發生後，十二位司鐸以及部分修生決定離開聖庇護十世兄弟會。並在獲得教廷接受下，成立了使徒性團體聖伯多祿司鐸兄弟會。負責在羅馬天主教內維護傳統拉丁彌撒的任務。

### 近况
教宗本笃十六世于2009年1月21日， 在圣庇护十世司铎兄弟会並沒有改變立場的情況下， 宣布撤销对該會主教的自科绝罚令，但仍宣稱该团体位於罗马天主教会中属于非常狀態（irregular status)。
雖然教宗本篤十六世釋出了善意，但該組織與天主教會後續的交流卻產生負面的結果，2012年6月13日其時任总会长贝尔纳·费拉伊公開拒絕簽署羅馬方面針對該組織於同年提出的神學文件所做的回應。緊接著在在2013年6月27日該組織內的三位主教（原先屬於該組織的理查德·威爾森主教稍早被該會開除了），共同簽屬一封拒絕梵蒂岡提議的文件，堅持梵蒂岡在梵二會議後已經走上錯誤的道路了。此外在同年接替辭職的本篤十六世的教宗方濟各則在同年十月時遭贝尔纳·费拉伊批評為現代主義者。
作為回應，教廷信理部部長暨「天主的教會」宗座委員會主席格哈德•繆勒樞機說明聖庇護十世司鐸兄弟會依然處於其造成的裂教狀態，並且說雖然該團體的主教已由本篤十六世寬免其非法的任職及承認有效性，但是其行使主教的權限依然遭到限制。
2018年7月11日，帕利亚拉尼神父（Davide Pagliarani）在瑞士奕孔（Ecône）当选圣庇护十世司铎兄弟会第四任总会长，接替前任总会长费莱（Bernard Fellay）主教。